# Jiří Lessler
Jiří Lessler (4. červenec 1943 Soběslav – 30. červenec 2011) byl český výtvarník a publicista.

## Život
Jiří Lessler se narodil 4. července 1943 v Soběslavi. Absolvoval strojní průmyslovou školu v Táboře a výtvarnému umění se věnoval již od mládí. V mládí hrál fotbal a hokej za místní klub OLH Spartak Soběslav. Mimo jiné je spoluautorem loga klubu.
Pracoval v propagaci místní firmy Lada Soběslav. Jeho pracovní náplní v té době byla i tvorba budovatelských hesel, agitace a psaní podnikových novin. V srpnu roku 1968 se aktivně zapojil k protestu proti sovětské okupaci. Tvořil letáky vyzývající vojska k odchodu zpět do Sovětského svazu. Za protesty byl potrestán, ale ve firmě i nadále zůstal.
Celý život ho trápil zhoršující zrak. Po roce 1989 se zapojil do činnosti Občanského fóra. Učinil tak přes špatný zdravotní stav, společně s manželkou Janou a dcerou Monikou, která se vrátila z emigrace. I přes své zdravotní problémy byl schopen psát. Nejčastěji psal básně, pohádky, fejetony a sloupky pro Táborské listy.
Po úmrtí jediné dcery Moniky se Lesslerův zdravotní stav zhoršoval. S psaním ale nepřestával. Jiří Lessler zemřel 30. července 2011 ve věku 68 let. Poslední rozloučení proběhlo v obřadní síni v Soběslavi.